# Abdoulaye Diallo
Abdoulaye Diallo (30 de març de 1992) és un futbolista senegalès. Actualment juga de porter al Stade Rennais FC. És un graduat de la prestigiosa acadèmia de futbol Clairefontaine.

## Carrera futbolística

### Primers anys
Diallo va començar la seva carrera jugant a l'equip de la seva ciutat, l'Stade Reims, com a jugador juvenil. El 2004, va ser seleccionat per formar-se a l'acadèmia Clairefontaine, on va passar tres anys entrenant-se durant els dies feiners i jugant amb el Reims el cap de setmana. Abans d'abandonar Clairefontaine, Diallo va signar un contracte per unir-se a la cantera de l'Stade Rennais.

### Rennes
Diallo va unir-se al Rennes i es trobava entre un grup de joves jugadors de talent reconegut internacionalment, incloent Elliot Sorin, Wesley Yamnaine, Jérémy Helan, qui ara juga al Manchester City FC, Abdoulaye Doucoure, i Axel N'Gando. Diallo inicialment va participar en l'equip sub-18. El Rennes va quedar en quarta posició de la lliga sub-18 francesa, després de perdre's els playoffs. Durant la temporada 2008-2009 Diallo va participar en l'equip principal la Copa Gambardella, organitzada pel mateix club. En aquest torneig, va jugar tres partits i va concedir quatre gols. El Rennes va quedar eliminat contra el Le Havre AC.
Diallo va jugar el Championnat de France amateur la temporada 2009-2010. Va debutar el 15 d'agost de 2009, amb una victòria 2-0 contra l'US Sénart-Moissy. Diallo va jugar quatre partits més abans de ser cridar per l'equip principal el 20 de november per part de l'entrenador Frédéric Antonetti, per participar en el partit de lliga contra el Le Mans, substituint el porter substitut lesionat Cheick N'Diaye. Diallo va entrar al partit a la banqueta contra el Le Mans. La setmana següent, Diallo va ser el porter titular pel partit de lliga contra el Olympique de Lió, una hora abans de l'inici del partit, ja que el porter titular Nicolas Douchez havia patit una lesió el dia anterior. Diallo va jugar els 90 minuts del partit, que va resultar en un empat 1-1 i va fer un paper espectacular, incloent una aturada important al minut 88.
El 18 d'abril de 2010, Diallo va signar el seu primer contracte professional, de tres anys de durada.

### Carrera internacional
El maig de 2018 va ser convocat per participar en la selecció senegalesa de la Copa del Món de Futbol de 2018.